# L'Aupaire
Robert Laupert, mieux connu sous le nom de scène L'Aupaire, est un producteur allemand de pop folk.

## Biographie
Laupert vit un certain temps à Budapest, où il écrit la majeure partie de son premier album, Flowers,,. Fin 2013, il commence à se produire sous son nom d'artiste L'Aupaire. Il joue dans divers festivals, dont le South by Southwest Festival (Austin, Texas), le Sziget Festival ainsi que le Melt! Festival, l'Appletree Garden et le Dockville Festival. Peu après le South by Southwest, il fait la connaissance du producteur américain Mocky, qui a déjà collaboré avec des personnalités connues comme Leslie Feist, Peaches et Jamie Lidell. En 2016, L'Aupaire est nommé aux New Music Awards et remporte la deuxième place. La même année, il effectue sa première tournée au Royaume-Uni, qui le conduit notamment à Londres, Brighton et Bristol. 

## Style musical
Les chansons de L'Aupaire sont fortement influencées par le blues, avec quelques influences de pop et country. Sa voix a déjà été comparée à celle de grands noms de la musique comme Bob Dylan, Tom Waits ou Caleb Followill des Kings of Leon.

## Discographie

### Albums studio
- 2016 : Flowers 50e place en Allemagne[6])
- 2019 : Reframing (71e place en Allemagne[6])

### Singles
- 2014 : Rollercoaster Girl
- 2015 : I Would Do It All Again
- 2015 : Uptown Diva
- 2016 : You Will Be Loved
- 2016 : The River
- 2016 : Flowers
- 2016 : You
- 2017 : Dancing in the Moonlight (reprise)
- 2017 : Waterfall
- 2018 : Cool Kids (reprise)
- 2018 : Renegades
- 2018 : Cinderella
- 2019 : Whole Wide World
- 2019 : Whoever You Are
- 2019 : Goldrush
- 2020 : Sail Away
- 2020 : Ocean Girl
- 2020 : Bubbles (feat. Martin Rott)
- 2020 : Flamenco
- 2020 : Ocean Girl
- 2021 : Lisbon
- 2022 : Take Heart